# Cal Rectoret
Cal Rectoret és una masia al veïnat d'Agell al terme de Cabrera de Mar (el Maresme) protegit com a bé cultural d'interès local. Es tracta d'un conjunt de diferents construccions rurals de les quals en destaquen la masia principal del grup III i el celler adossat a la façana posterior de la mateixa masia.
La masia principal consta d'un volum de tres crugies o cossos, perpendiculars a la façana principal en planta baixa, i dos cossos o crugies per a la planta pis i golfes del cos central, i planta baixa i planta pis pels cossos laterals. La teulada és a dues vessants amb frontó a la façana principal i aiguavessos paral·lels a aquesta. Curiosament a la part est de la masia li falta el cos primer pis no sabem si mai s'arribà a construir conformant una masia del grup III o si fou enderrocat posteriorment.